# Adelaida Velasco Galdós
Adelaida Velasco Galdós (Guayaquil, 1894 – 1967) fue una escritora ecuatoriana, reconocida por sus textos enfocados al feminismo cristiano católico. Fue una de las principales promotoras a la postulación del Premio Nobel de Literatura de la poeta chilena Gabriela Mistral en 1939.

## Trayectoria
Fue hija de Dositeo Velasco Pérez, agricultor ambateño dueño de la hacienda San Lorenzo frente a la isla Puná y de Lorenza Galdós, propietaria urbana en Guayaquil. Estudio en la Escuela de las señoritas Dolores Sucre Lavayen donde aprendió a leer y escribir. A los doce años publicó su primer artículo en El Grito del Pueblo, uno de los principales diarios de la ciudad. Tuvo el gusto por la modernidad, la prosa preciosista y los decorados exóticos de la literatura nacional.
A partir de 1912, Velasco colaboró en las revistas Juventud Estudiosa, Ariel y Novedades, entre otras. Un par de años después, en 1914, empezó a colaborar con la revista didáctica y católica  El Hogar Cristiano, donde se comprometió en mejorar la situación de las mujeres frente a los roles clásicos de género y familia. De 1917 en adelante, publicó bajo el seudónimo de Zaira en varias revistas como Flora de Quito y el diario El Guante. Años después, Velasco realizó varias publicaciones y firmó con su verdadero nombre el relato "Leyenda Incaica", que apareció en el 1928 en la revista Novedades de Guayaquil.
Aparte de su trayectoria como escritora, Velasco se destacó como feminista y trabajadora humanitaria. En 1932, fundó junto a la escritora Rosa Borja de Icaza la Legión Femenina de Educación Popular. A partir de 1936, asumió la representación de Ecuador en la Comisión Interamericana de la "Liga Internacional de la Mujer por la paz y la libertad" con sede en Washington.
Su trabajo profesional fue influenciado por su admiración a la poeta chilena Gabriela Mistral, a la que invitó oficialmente a Guayaquil en 1938, donde realizó diversos encuentros y un recital en el Teatro Olmedo en su honor. Al año siguiente, en 1939, Velasco promovió su candidatura al Premio Nobel de Literatura y  dedicó un extenso artículo sobre ella.

## Reconocimientos
- En 1942, Velasco fue designada miembro del Comité Central de la Cruz Roja Provincial del Guayas y comisionada de asuntos internacionales.
- El 31 de marzo de 1960, el cónsul chileno Pedro Zúñiga Arancibia le entregó a Velasco la Medalla Bernardo O'Higgins de primera clase, premiándola por su labor para que Gabriela Mistral obtuviera el Premio Nobel de Literatura.[3]